# Stefan Kestler
Stefan Kestler (* 1962 in Bamberg) ist ein deutscher Historiker und Mitarbeiter des Bundesamtes für Verfassungsschutz.
Er studierte Geschichte und Denkmalpflege an der Otto-Friedrich-Universität Bamberg. Ab 1987 arbeitete er als wissenschaftlicher Mitarbeiter am Lehrstuhl für Neuere und Neueste Geschichte unter Einbeziehung der Landesgeschichte und wurde 1992 bei Karl Möckl mit einer Arbeit über die deutsche Auslandsaufklärung im Ersten Weltkrieg promoviert. 1999 legte er mit Betrachtungen zur kaiserlich-deutschen Rußlandpolitik seine Habilitationsschrift vor.
Kestler ist Mitarbeiter des Bundesamtes für Verfassungsschutz und beschäftigt sich dort u. a. mit Extremismusforschung. Bis zum 1. März 2017 war er zudem Privatdozent am Lehrstuhl für Neuere und Neueste Geschichte unter Einbeziehung der Landesgeschichte an der Otto-Friedrich-Universität Bamberg.

## Veröffentlichungen
- Die deutsche Auslandsaufklärung und das Bild der Ententemächte im Spiegel zeitgenössischer Propagandaveröffentlichungen während des Ersten Weltkrieges. Zugl. Diss. Univ. Frankfurt/M. 1992 Lang, Frankfurt u. a. 1994, ISBN 3-631-46906-3
- Franzoseneinfall und "Franzosenzeit" in Franken 1796–1815: ein Überblick unter Berücksichtigung des Hochstifts Bamberg. Heimatbeilage zum Amtlichen Schulanzeiger des Regierungsbezirks Oberfranken, Nr. 236, Bayreuth 1996
- mit Kai Uwe Tapken: Bamberg und die Revolution von 1848/49. Begleitband zur Ausstellung „Bamberg und die Revolution von 1848/49“ vom 28. April bis 12. Juni im Stadtarchiv Bamberg. Veröffentlichungen des Stadtarchivs Bamberg, Nr. 7, Bamberg 1998
- mit Kai Uwe Tapken: „Drum frisch, Kameraden, den Rappen gezäumt...“. Ein historisch-photographischer Streifzug durch die Bamberger Garnisonsgeschichte 1871–1939. Veröffentlichungen des Stadtarchivs Bamberg, Nr. 8, Bamberg 1998
- mit Götz Ulrich Penzel: Bamberg – Zufluchtsort für Vertriebene, Flüchtlinge und Heimatlos. Bamberg 1999[5]
- Betrachtungen zur kaiserlich-deutschen Rußlandpolitik: ihre Bedeutung für die Herausbildung des deutsch-russischen Antagonismus zwischen Reichsgründung und Ausbruch des Ersten Weltkrieges (1871–1914). Zugl. Habil.-Schr. Univ. Bamberg 1999. Kovač, Hamburg 2002[6]